# 移植鏝

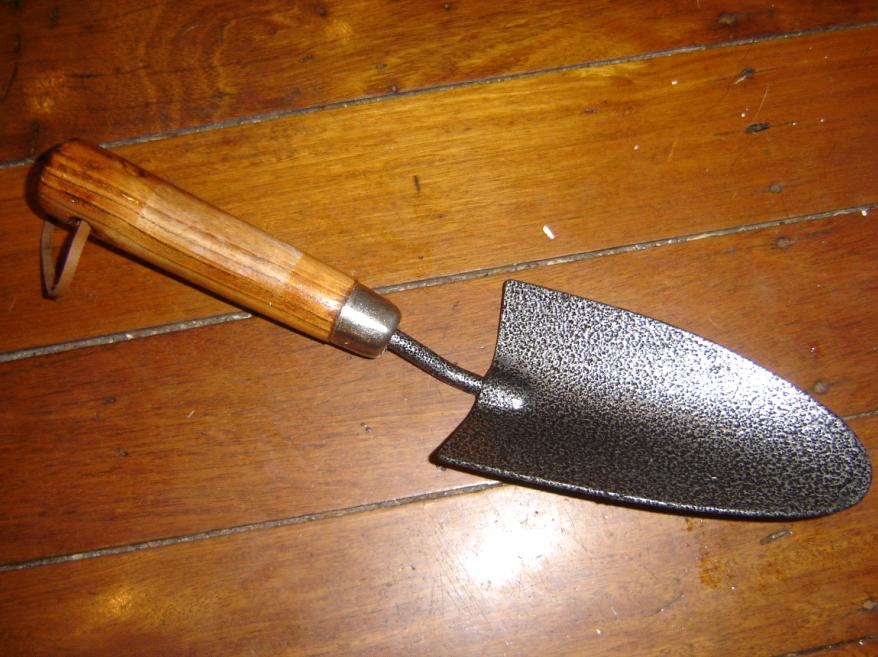
移植鏝

在園藝，移植鏝是園藝工程上的一種工具，主要用它是用來挖小孔，方便混合肥料或其他添加劑；植物和轉盆，特別是對播種和除草。移植鏝的外觀有點像鏟子，常見由木柄及三角形的金屬片組成。
種植鏟過去由金屬刀片組成，就像砌磚工的鏟子一樣，透過彎曲的軸連接到木柄上。雖然砌磚刀的刀刃是平的，但如今只有帶有彎曲刀片的種植刀可用。通常它幾乎與手柄融為一體，並且手柄配有塑膠護手。只有價格較高的型號仍配有木質手柄。
在農業機械化之前，栽種鏟是農業常用的工具，用來將作物耕種後移植到田間。專業書籍中也有關於如何使用它的詳細說明，例如解釋了哪條腿應該跪在哪裡以及助手應該從哪一側遞植物。
如今，種植鏟僅用於園藝。該工具的刀片寬度為 6-8 厘米，主要用於在花箱、花槽或小床等狹小空間種植多年生植物、向日葵和球根植物。與種植木材相比，使用它們的優勢在於，即使在較深的土層中也能為根部創造足夠的空間，並且可以提供 足夠疏鬆的土壤來形成最佳的種植床。